# 格伦·布兰德
格伦·布兰德（英語：Glen Brand，1923年11月3日—2008年11月15日），美国前男子摔跤运动员。他曾代表美国参加1948年夏季奥林匹克运动会摔跤比赛，获得男子自由式中量级金牌。